# Крістін Альбанель
Крістін Альбанель (фр. Christine Albanel; нар. 24 червня 1955, Тулуза) — французький державний службовець і політичний діяч.
Вона навчалась у Сорбонні (Париж). З 1982 року вона належала до близьких соратників Жака Ширака. Вона працювала в адміністрації Парижа і канцелярії прем'єр-міністра та президента. У 2000 році вона отримала вищий державний канцелярський рівень радника (Conseiller d'État). У 2003 році вона стала директором Версальського палацу.
З травня 2007 по червень 2009 обіймала посаду міністра культури у першому і другому уряді Франсуа Фійона. Вона належить до Союзу за народний рух.
Вона була автором законопроєкту HADOPI, спрямований на боротьбу з інтернет-піратством, який був визнаний частково неконституційним Конституційною радою Франції.
Альбанель була нагороджена, серед іншого, орденом Почесного легіону.